# 8 януари
8 януари е 8-ият ден в годината според григорианския календар. Остават 357 дни до края на годината (358 през високосна година).

## Събития
- 1198 г. – Инокентий III става римски папа.
- 1598 г. – Евреите са прогонени от Република Генуа.
- 1815 г. – Британско-американска война: Американските сили водени от генерал Андрю Джаксън побеждават британската армия близо до Ню Орлеанс, две седмици след като САЩ и Великобритания подписват мирен договор за край на войната.
- 1838 г. – Алфред Вейл демонстрира телеграфа, като използва точки и чертички (поставя се началото на т.нар. Морзов код).
- 1900 г. – Президентът на САЩ Уилям Маккинли обявява военно положение в Аляска.
- 1918 г. – Американският президент Удроу Уилсън излага своя мирен план за последиците от Първата световна война в 14 точки (включващи открита дипломация, право на народите на суверенитет, създаване на Общество на народите, либерализиране на търговията).
- 1931 г. – Папа Пий XI издава енциклика срещу разводите и срещу контролирането на раждаемостта.
- 1949 г. – В Москва социалистическите държави учредяват Съвет за икономическа взаимопомощ.
- 1958 г. – 14-годишният Боби Фишър печели Американския шампионат по шахмат.
- 1959 г. – Генерал Шарл дьо Гол е обявен за първи президент на Петата република на Франция.
- 1962 г. – Картината на Леонардо да Винчи Мона Лиза е показана за пръв път в САЩ.
- 1973 г. – Изстреляна е съветската космическа сонда Луна 21 с Луноход 2 на борда.
- 1989 г. – Въздушна катастрофа в Кегуърт: самолетът при полет 092 на „Бритиш Мидленд Еъруейс“, се разбива в магистрала M1 и убива 47 от 126-те души на борда.
- 1992 г. – Президентът на САЩ Джордж Х. У. Буш заболява, докато е на визита в Япония и по време на официален обяд повръща върху японския министър-председател.
- 1996 г. – В България стартира масовата приватизация.
- 1996 г. – Товарен самолет „Антонов Ан-32“ се разбива в претъпкан пазар в Киншаса, Заир, убива до 223 души на земята; двама от шестима членове на екипажа също загиват.
- 2003 г. – Самолетът при полет 634 на „Търкиш Еърлайнс“ се близо до летище „Диарбекир“, Турция и убива целия екипаж и 70 от 75-те пътници на борда.
- 2004 г. – Кралица Елизабет II кръщава най-големия пътнически лайнер, строен някога – Кралица Мери II.

## Родени
- 1628 г. – Люксамбур, френски офицер († 1695 г.)
- 1823 г. – Алфред Ръсел Уолъс, английски естествоизпитател († 1913 г.)
- 1824 г. – Уилки Колинс, английски писател († 1889 г.)
- 1830 г. – Ханс фон Бюлов, германски композитор († 1894 г.)
- 1836 г. – Лорънс Алма-Тадема, британски художник († 1912 г.)
- 1849 г. – Степан Макаров, руски офицер († 1904 г.)
- 1853 г. – Димитър Ценов, български предприемач, дарителят на Стопанска академия († 1932 г.)
- 1861 г. – Димитър Кирков, български военен деец († 1918 г.)
- 1867 г. – Емили Грийн Болч, американска писателка, Нобелов лауреат през 1946 г. († 1961 г.)
- 1870 г. – Мигел Примо де Ривера, испански генерал и диктатор († 1930 г.)
- 1871 г. – Михаил Апостолов, войвода († 1902 г.)
- 1873 г. – Елена Петрович Негош, кралица на Италия († 1952 г.)
- 1885 г. – Иван Дипчев, български военен деец († 1954 г.)
- 1886 г. – Славчо Пирчев, български революционер († 1973 г.)
- 1888 г. – Борис Верлински, съветски шахматист († 1950 г.)
- 1890 г. – Шандор Радо, унгарски психоаналитик († 1972 г.)
- 1891 г. – Богомил Андреев, български режисьор († 1939 г.)
- 1891 г. – Валтер Боте, германски физик, Нобелов лауреат през 1954 г. († 1957 г.)
- 1892 г. – Акиле Гама, бразилски футболист († ? г.)
- 1899 г. – Соломон Бандаранайке, министър-председател на Цейлон и Шри Ланка († 1959 г.)
- 1902 г. – Георгий Маленков, съветски политик († 1988 г.)
- 1902 г. – Карл Роджърс, американски психолог († 1987 г.)
- 1907 г. – Жан Иполит, френски философ († 1968 г.)
- 1911 г. – Йорданка Чанкова, деятелка на младежкото революционно движение († 1944 г.)
- 1914 г. – Херман Пилник, аржентински шахматист († 1981 г.)
- 1918 г. – Хаим Оливер, български писател († 1986 г.)
- 1922 г. – Артемио Франки, италиански футболен деятел († 1983 г.)
- 1923 г. – Лари Сторч, американски актьор († 2022 г.)
- 1924 г. – Йордан Томов, български футболист († 1998 г.)
- 1924 г. – Стефан Савов, български политик († 2000 г.)
- 1930 г. – Иван Абаджиев, български партиен деец († 2006 г.)
- 1933 г. – Зев бен Шимон Халеви, автор на съчинения върху Кабала († 2020 г.)
- 1933 г. – Хуан Марсе, испански писател († 2020 г.)
- 1935 г. – Елвис Пресли, американски певец († 1977 г.)
- 1935 г. – Илия Чубриков, български рали пилот († 2020 г.)
- 1936 г. – Георги Данаилов, български писател († 2017 г.)
- 1936 г. – Сафет Исович, босненски музикант († 2007 г.)
- 1937 г. – Шърли Беси, американска певица
- 1941 г. – Борис Валехо, перуански илюстратор
- 1941 г. – Греъм Чапман, британски актьор († 1989 г.)
- 1942 г. – Ангел Марин, вицепрезидент на България († 2024 г.)
- 1942 г. – Валя Балканска, българска певица
- 1942 г. – Стивън Хокинг, британски физик († 2018 г.)
- 1944 г. – Тери Брукс, американски писател
- 1946 г. – Роби Кригър, американски музикант
- 1947 г. – Дейвид Боуи, британски музикант († 2016 г.)
- 1958 г. – Рей Мистерио старши, мексикански кечист († 2024 г.)
- 1959 г. – Асен Масларски, български певец, музикант и композитор
- 1961 г. – Иван Ненков, български поет, сатирик, журналист и учител
- 1963 г. – Дмитрий Галямин, руски футболист
- 1967 г. – Ар Кели, американски музикант
- 1976 г. – Филип Колев, български футболист
- 1977 г. – Амбър Бенсън, американска актриса
- 1978 г. – Марко Фу, играч на снукър от Хонг Конг
- 1978 г. – Николай Атанасов, български поет († 2019 г.)
- 1979 г. – Стипе Плетикоса, хърватски футболист
- 1980 г. – И Чън-су, южнокорейски футболист
- 1981 г. – Женевив Кортес, американска актриса
- 1984 г. – Илиян Гаров, български футболист
- 1984 г. – Ким Чен Ун, севернокорейски политически, държавен, военен и партиен деец
- 1986 г. – Давид Силва, испански футболист
- 1987 г. – Орлин Старокин, български футболист
- 1988 г. – Павел Виданов, български футболист
- 1999 г.– Дамяно Давид, италиански певец
- 2000 г. – Ноа Сайръс, американска актриса

## Починали
- 1107 г. – Едгар I, крал на Шотландия (* 1074 г.)
- 1324 г. – Марко Поло, венециански пътешественик (* 1254 г.)
- 1337 г. – Джото, италиански художник (* 1267 г.)
- 1642 г. – Галилео Галилей, италиански учен (* 1564 г.)
- 1713 г. – Арканджело Корели, италиански композитор (* 1653 г.)
- 1878 г. – Николай Некрасов, руски писател (* 1821 г.)
- 1881 г. – Арзас Тергукасов, руски офицер (* 1819 г.)
- 1896 г. – Пол Верлен, френски поет (* 1844 г.)
- 1904 г. – Феликс Каниц, унгарски археолог и етнограф (* 1829 г.)
- 1919 г. – Петер Алтенберг, австрийски писател (* 1859 г.)
- 1922 г. – Димитър Гешов, български военен деец (* 1860 г.)
- 1934 г. – Илия Балтов (ВМОК), български военен и революционер (* 1877 г.)
- 1937 г. – Борис Дякович, български археолог от Бесарабия (* 1868 г.)
- 1938 г. – Иван Кепов, български историк и журналист (* 1870 г.)
- 1938 г. – Неофит Скопски, български духовник (* 1870 г.)
- 1941 г. – Робърт Бейдън-Пауел, основател на скаутското движение (* 1857 г.)
- 1944 г. – Джоузеф Джастроу, американски психолог (* 1863 г.)
- 1944 г. – Дочо Пенков Маринов, български партизанин (* 1924 г.)
- 1948 г. – Курт Швитерс, германски художник (* 1887 г.)
- 1950 г. – Йозеф Шумпетер, австрийски икономист (* 1883 г.)
- 1951 г. – Войдан Чернодрински, български театрален деец и писател (* 1875 г.)
- 1953 г. – Иван Романов, български католически епископ – умира в затвора (* 1878 г.)
- 1956 г. – Павел Францалийски, български художник (* 1884 г.)
- 1957 г. – Иван Хаджимарчев, български писател (* 1897 г.)
- 1966 г. – Владимир Мусаков (преводач), български преводач (* 1928 г.)
- 1968 г. – Пиеро Пасторе, италиански футболист и киноартист (* 1903 г.)
- 1971 г. – Бертрам Левин, американски психоаналитик (* 1896 г.)
- 1974 г. – Бланш Ревершон-Жув, френски психоаналитик (* 1879 г.)
- 1981 г. – Александър Котов, руски шахматист (* 1913 г.)
- 1981 г. – Шигеру Егами, японски каратист (* 1912 г.)
- 1986 г. – Пиер Фурние, френски виолончелист (* 1906 г.)
- 1988 г. – Тодор Дермонски, български футболист (* 1910 г.)
- 1991 г. – Стив Кларк, английски музикант (* 1960 г.)
- 1996 г. – Теобалдо Депетрини, италиански футболист и треньор (* 1913 г.)
- 1996 г. – Франсоа Митеран, президент на Франция (* 1916 г.)
- 2000 г. – Неделчо Чернев, български режисьор (* 1923 г.)
- 2000 г. – Стефан Савов, български политик († 1924 г.)
- 2002 г. – Александър Прохоров, руски физик, Нобелов лауреат (* 1916 г.)
- 2012 г. – Алексис Вайсенберг, френски пианист с български произход (* 1929 г.)
- 2025 г. – Петър Василев, български журналист (* 1960 г.)
- 2025 г. – Владо Даверов, български писател и сценарист (* 1948 г.)

## Празници
- Бабинден – Ден на родилната помощ (нов стил)
- Монако – Ден на независимостта (от Република Генуа, 1297 г.)